# یواس‌اس کواسکو (ای‌او-۷۹)
یواس‌اس کواسکو (ای‌او-۷۹) (به انگلیسی: USS Cowanesque (AO-79)) یک کشتی بود که طول آن ۵۲۳ فوت ۶ اینچ (۱۵۹٫۵۶ متر) بود. این کشتی در سال ۱۹۴۳ ساخته شد.